# El Sanatori (Sant Just Desvern)
El Sanatori és un edifici senyorial d'estil eclèctic del municipi de Sant Just Desvern (Baix Llobregat) inclosa en l'Inventari del Patrimoni Arquitectònic de Catalunya. Està situat en plè nucli urbà, al Carrer Bonavista, número 29–31, en una finca situada entre els carrers Bonavista, Major i Ateneu. Conté nombrosos detalls ornamentals de caràcter historicista.

## Descripció
És un edifici residencial de planta baixa i pis. La façana principal està formada per dues torres acabades amb dues cúpules, de racó de claustre i d'influència oriental, cobertes amb ceràmica vidriada blava. La façana posterior és absolutament diferent i té un clar caire clàssic, d'inspiració noucentista. Posseeix darrere una escala de doble tramada, molt característica del conjunt. La distribució interior es realitza al voltant d'un vestíbul-pati central cobert, amb magnífica galeria a la seva planta pis.

## Història
Fou dissenyat per l'arquitecte Andreu Audet i Puig, autor, també, del Casino de La Rabassada, i fou construït l'any 1922 pel mestre d'obres santjustenc Magí Campreciós Poll. Es va edificar en una finca propietat de Victoriano de la Riba Ruiz, i la primera propietària fou Elisa Romero, artista de l'Edèn Concert de Barcelona. A principis dels anys 30 fins al 1950 fou casa de salut amb el nom de Bonavista Casa Mèdica de Repòs, regentada pels doctors Rodríguez-Arias i Vilardell. Fins a l'any 2002 hi va viure la família Figueras.